# Johan Isaac Håhl
Johan Isaac Håhl, född 27 oktober 1807 i Norrköping i Östergötlands län, död 27 april 1865 i Västra Vingåkers församling i Södermanlands län, var en svensk präst och biografisk författare. Han var far till Johan Fredrik Håhl.

## Biografi
Johan Isaac Håhl föddes 1807 i Norrköping. Han var son till fabrikören Fredrik Håhl och Margareta Christina Asklöf. Håhl studerade i Norrköping och Linköping. Han blev höstterminen 1825 student vid Uppsala universitet, 1829 filosofie kandidat, 16 juni 1830 filosofie magister och 1832 teologie kandidat. Han blev 21 juli 1836 amanuens vid Linköpings stiftsbibliotek, tillträdde 1837 och prästvigdes 23 september 1838. Håhl blev 15 mars 1839 bibliotekarie vid biblioteket, tillträdde 1 juni samma år och avlade pastoralexamen 9 januari 1841. Den 31 oktober 1844 blev han kyrkoherde i Rystads församling, tillträdde 1847 och blev 7 december 1848 prost. Den 6 juni 1862 blev han kyrkoherde i Västra Vingåkers församling, tillträdde 1863. Håhl avled 1865 i Västra Vingåkers socken.
Håhl hade många andra uppdrag, såsom sekreterare i Linköpings stifts bibelsällskap 1836–1847, riksdagsman 1857–1858, statsrevisor 1857–1861, ledamot av Nordstjärneorden 1860 och diskontrevisor 1862.
I Rystads kyrkas sakristia finns porträtt av honom och hans fru bevarade. En minnesvård på kyrkogården visar hans grav.

### Familj
Håhl gifte sig 10 mars 1835 med Augusta Albertina Åhmansson (1806–1886). Hon var dotter till kaptenen vid kungliga flottan Johan Gabriel Åhmansson och Maria Elisabeth Hjortsberg. De fick tillsammans barnen kyrkoherden Johan Fredrik Håhl i Stora Åby församling, underläkaren Carl Martin Gabriel Håhl (1837–1858) vid Garnisonssjukhuset i Stockholm, kommissionären Gustaf Albert Paschalis Håhl (född 1841) i Nyköping och Maria Christina Augusta Håhl (född 1844) som var gift med stationsinspektoren Carl Johan Alfred Jonsson i Vingåker.